# Indische Cricket-Nationalmannschaft in Australien in der Saison 2007/08
Die Tour der indischen Cricket-Nationalmannschaft nach Australien in der Saison 2007/08 fand vom 26. Dezember bis zum 1. Februar 2008 statt. Die internationale Cricket-Tour war Bestandteil der Internationalen Cricket-Saison 2007/08 und umfasste vier Tests und ein Twenty20. Australien gewann die Test-Serie 2–1 und die Twenty20 1–0.

## Vorgeschichte
Australien bestritt zuvor eine Tour gegen Neuseeland, Indien gegen Pakistan. Das letzte Aufeinandertreffen der beiden Mannschaften bei einer Tour fand in der Saison 2007 in Indien statt.

## Stadien
Für die Tour wurden folgende Stadien als Austragungsorte vorgesehen und am 19. April 2007 bekanntgegeben.
| Stadion                  | Stadt     | Kapazität | Spiele          |
| ------------------------ | --------- | --------- | --------------- |
| Adelaide Oval            | Adelaide  | 53.583    | 4. Test         |
| Melbourne Cricket Ground | Melbourne | 100.024   | 1. Test; 1. T20 |
| WACA Ground              | Perth     | 20.000    | 3. Test         |
| Sydney Cricket Ground    | Sydney    | 48.000    | 2. Test         |

## Kaderlisten
Australien benannte seinen Test-Kader am 18. Dezember 2007
| Test | Test | Twenty20 | Twenty20 |
| Australien | Indien | Australien | Indien |
| --- | --- | --- | --- |
| - Ricky Ponting (K) - Adam Gilchrist (K & wk) - Stuart Clark - Michael Clarke - Matthew Hayden - Brad Hogg - Michael Hussey - Phil Jaques - Mitchell Johnson - Brett Lee - Chris Rogers - Andrew Symonds - Shaun Tait | - Anil Kumble (K) - MS Dhoni (wk) - Rahul Dravid - Sourav Ganguly - Harbhajan Singh - Wasim Jaffer - Dinesh Karthik (wk) - Zaheer Khan - VVS Laxman - Pankaj Singh - Irfan Pathan - Virender Sehwag - Ishant Sharma - RP Singh - Vikram Singh - Sachin Tendulkar - Yuvraj Singh | - Ricky Ponting (K) - Michael Clarke (VK) - nathan Bracken - Adam Gilchrist (wk) - Ben Hilfenhaus - Brad Hodge - James Hopes - David Hussey - Michael Hussey - Brett Lee - Ashley Noffke - Andrew Symonds - Adam Voges | - MS Dhoni (K & wk) - Piyush Chawla - Gautam Gambhir - Harbhajan Singh - Dinesh Karthik - Praveen Kumar - Munaf Patel - Irfan Pathan - Suresh Raina - Virender Sehwag - Ishant Sharma - Rohit Sharma - RP Singh - Sreesanth - Sachin Tendulkar - Manoj Tiwary - Robin Uthappa - Yuvraj Singh |

## Tour Matches
| 20. – 22. Dezember Scorecard | Melbourne | Indians 133-4 (48) | – | Victoria |
|                              |           | Remis              |   |          |

| 10. – 12. Januar Scorecard | Canberra | ACT Invitational XI 325-9d (84) & 281-4d (58) | – | Indians 292-8d (93) & 60-3 (17) |
|                            |          | Remis                                         |   |                                 |

## Tests

### Erster Test in Melbourne
| 26. – 29. Dezember Scorecard | Melbourne | Australien 343 (92.4) & 351-7d (88) | – | Indien 196 (71.5) & 161 (74) |
|                              |           | Australien gewinnt mit 337 Runs     |   |                              |

### Zweiter Test in Sydney
| 2. – 6. Januar Scorecard | Sydney | Australien 463 (112.3) & 401-7d (107) | – | Indien 532 (138.2) & 210 (70.5) |
|                          |        | Australien gewinnt mit 122 Runs       |   |                                 |

Der indische Spieler Harbhajan Singh wurde auf Grund eines rassistischen Kommentars zum australischen Spieler Andrew Symonds der durch den angezeigt durch den Umpire Steve Bucknor angezeigt wurde mit einer Sperre von drei Test-Spielen bestraft. Gegen die Entscheidung und den Umpire legte der indische Verband Beschwerde ein und erreichte das Bucknor vom International Cricket Council für den nächsten Test nicht vorgesehen wurde. Des Weiteren wurde drei Wochen nach dem Vorfall die Sperre als unbegründet aufgehoben.

### Dritter Test in Perth
| 16. – 19. Januar Scorecard | Perth | Indien 330 (98.2) & 294 (80.4) | – | Australien 212 (50) & 340 (86.5) |
|                            |       | Indien gewinnt mit 72 Runs     |   |                                  |

### Vierter Test in Adelaide
| 24. – 28. Januar Scorecard | Adelaide | Indien 536 (152.5) & 269-9d (90) | – | Australien 563 (181) |
|                            |          | Remis                            |   |                      |

## Twenty20 International in Melbourne
| 1. Februar Scorecard | Melbourne | Indien 74 (17.3)                 | – | Australien 75-1 (11.2) |
|                      |           | Australien gewinnt mit 9 Wickets |   |                        |

## Statistiken
Die folgenden Cricketstatistiken wurden bei dieser Tour erzielt.
| Tests            | Tests      | Tests   | Tests   | Tests   | Tests   | Tests   | Tests   | Tests   |
| Batting          | Batting    | Batting | Batting | Batting | Batting | Batting | Batting | Batting |
| Spieler          | Mannschaft | Spiele  | Innings | Runs    | Average | HS      | 100s    | 50s     |
| ---------------- | ---------- | ------- | ------- | ------- | ------- | ------- | ------- | ------- |
| Sachin Tendulkar | Indien     | 4       | 8       | 493     | 70,42   | 154*    | 2       | 2       |
| Matthew Hayden   | Australien | 3       | 5       | 410     | 82,00   | 124     | 3       | 0       |
| Andrew Symonds   | Australien | 4       | 7       | 410     | 68,33   | 162*    | 1       | 2       |
| VVS Laxman       | Indien     | 4       | 8       | 366     | 45,75   | 109     | 1       | 2       |
| Michael Clarke   | Australien | 4       | 7       | 316     | 45,14   | 118     | 1       | 2       |
| Bowling          |            |         |         |         |         |         |         |         |
| Spieler          | Mannschaft | Spiele  | Overs   | Wickets | Average | BBI     | 5W      | 10W     |
| Brett Lee        | Australien | 4       | 186.5   | 24      | 22,58   | 5/119   | 1       | 0       |
| Anil Kumble      | Indien     | 4       | 181.3   | 20      | 34,45   | 5/84    | 1       | 0       |
| Mitchell Johnson | Australien | 4       | 168.1   | 16      | 33,12   | 4/86    | 0       | 0       |
| Stuart Clark     | Australien | 4       | 146     | 14      | 28,21   | 4/28    | 0       | 0       |
| RP Singh         | Indien     | 4       | 117.5   | 13      | 39,00   | 4/68    | 0       | 0       |

| Twenty20       | Twenty20   | Twenty20 | Twenty20 | Twenty20 | Twenty20 | Twenty20 | Twenty20 | Twenty20 |
| Batting        | Batting    | Batting  | Batting  | Batting  | Batting  | Batting  | Batting  | Batting  |
| Spieler        | Mannschaft | Spiele   | Innings  | Runs     | Average  | HS       | 100s     | 50s      |
| -------------- | ---------- | -------- | -------- | -------- | -------- | -------- | -------- | -------- |
| Michael Clarke | Australien | 1        | 1        | 37       |          | 37*      | 0        | 0        |
| Irfan Pathan   | Indien     | 1        | 1        | 26       | 26,00    | 26       | 0        | 0        |
| Adam Gilchrist | Australien | 1        | 1        | 25       | 25,00    | 25       | 0        | 0        |
| Brad Hodge     | Australien | 1        | 1        | 10       |          | 10*      | 0        | 0        |
| MS Dhoni       | Indien     | 1        | 1        | 9        | 9,00     | 9        | 0        | 0        |
| Gautam Gambhir | Indien     | 1        | 1        | 9        | 9,00     | 9        | 0        | 0        |
| Bowling        |            |          |          |          |          |          |          |          |
| Spieler        | Mannschaft | Spiele   | Overs    | Wickets  | Average  | BBI      | 5W       | 10W      |
| Nathan Bracken | Australien | 1        | 2.3      | 3        | 3,66     | 3/11     | 0        | 0        |
| Adam Voges     | Australien | 1        | 2        | 2        | 2,50     | 2/5      | 0        | 0        |
| James Hopes    | Australien | 1        | 3        | 1        | 10,00    | 1/10     | 0        | 0        |
| David Hussey   | Australien | 1        | 3        | 1        | 12,00    | 1/12     | 0        | 0        |
| Brett Lee      | Australien | 1        | 3        | 1        | 13,00    | 1/13     | 0        | 0        |
| Praveen Kumar  | Indien     | 1        | 2        | 1        | 15,00    | 1/15     | 0        | 0        |
| Ashley Noffke  | Australien | 1        | 4        | 1        | 23,00    | 1/23     | 0        | 0        |

## Player of the Series
Als Player of the Series wurden die folgenden Spieler ausgezeichnet.
| Serie | Player of the Series |
| ----- | -------------------- |
| Test  | Brett Lee            |

### Player of the Match
Als Player of the Match wurden die folgenden Spieler ausgezeichnet.
| Spiel   | Player of the Match |
| ------- | ------------------- |
| 1. Test | Matthew Hayden      |
| 2. Test | Andrew Symonds      |
| 3. Test | Irfan Pathan        |
| 4. Test | Sachin Tendulkar    |
| 1. T20  | Michael Clarke      |